# Théorème du sous-espace
En mathématiques, le théorème du sous-espace indique que les points de petite hauteur dans l'espace projectif se trouvent dans un nombre fini d'hyperplans. C'est un résultat obtenu par Wolfgang Schmidt en 1972.

## Énoncé
Le théorème du sous-espace énonce que si L1, ..., Ln sont des formes linéaires linéairement indépendantes à n variables à coefficients algébriques et si ε>0 est un nombre réel donné, alors les points entiers non nuls x tels que
{\displaystyle |L_{1}(x)\dotsm L_{n}(x)|<|x|^{-\epsilon }}
sont inclus dans un nombre fini de sous-espaces propres de Qn.
Une forme quantitative du théorème, dans laquelle le nombre de sous-espaces contenant toutes les solutions, a également été obtenue par Schmidt, et le théorème a été généralisé par Schlickewei (1977) pour permettre des valeurs absolues plus générales sur les corps de nombres.

## Applications
Le théorème peut être utilisé pour obtenir des résultats sur des équations diophantiennes telles que le théorème de Siegel sur les points entiers et la solution de l'équation des S-unité.

### Un corollaire sur l'approximation diophantienne
Le corollaire suivant du théorème du sous-espace est souvent appelé théorème du sous-espace. Si a1 ..., an sont algébriques tels que 1, a1 ..., an sont linéairement indépendants sur Q et ε>0 est un nombre réel donné, alors il n'y a qu'un nombre fini de n-uplets rationnels (x1/y...,xn/y) avec
{\displaystyle |a_{i}-x_{i}/y|<y^{-(1+1/n+\epsilon )},\quad i=1,\ldots ,n.}
La spécialisation n = 1 donne le théorème de Thue-Siegel-Roth. On peut aussi noter que l'exposant 1+1/ n +ε est optimal par le théorème de Dirichlet sur l'approximation diophantienne.